# Вентурас, Спиридон
Спиридон Вентурас (греч. Σπυρίδων Βεντούρας; 1761, Лефкас — 18 июня 1835, Лефкас) — греческий художник конца XVIII — начала XIX веков, видный представитель Семиостровной школы греческой живописи.

## Биография

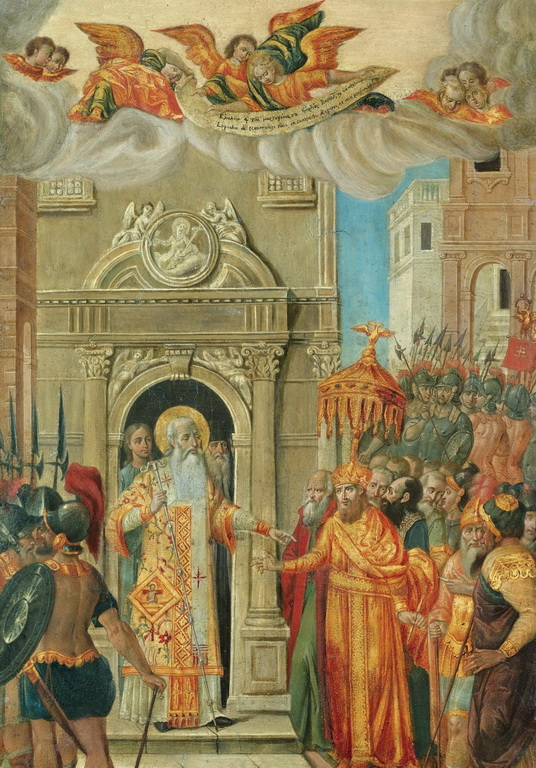
Сцена из жизни Святого Иоанна Хризостома.

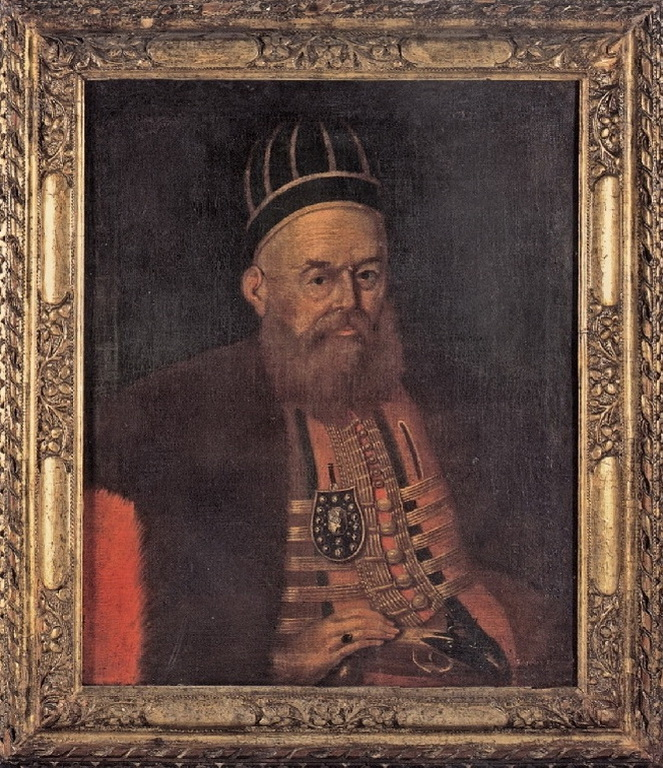
Портрет Али-паши Янинского.

Спиридон Вентурас родился в 1761 году на подконтрольном Венеции греческом острове Лефкас, в семье выходцев с острова Керкира Антониоса Вентураса и Яннулы Мела.
Первоначально учился живописи у Николаоса Доксараса. В период 1785—1795 учился в Венецианской академии изящных искусств и у художников Джорджоне, Веронезе, Тициана, Тинторетто.
Вернувшись на свой остров, стал церковным живописцем, а также портретистом.
Вентурас был знаком с техникой яичной темперы (икона Святого Эвстафия), но писал в основном масляными красками в западной манере.
Вентурас написал иконы для церкви Святого Николая в Левкаде. Некоторое время работал на острове Кефалиния.
Самой известной из светских работ художника является портрет Али-паши Янинского. Портрет был заказан Вентурасу консулом Али-паши в Лефкаде. В январе 1818 года, когда Али находился в городе Превеза, на противоположном от Лефкады берегу, Вентурас отправился вместе с консулом на подконтрольную Али-паше территорию, чтобы начать писать портрет с натуры. Консул предполагал заработать на своём подарке Али-паше. Но когда через 3 месяца консул отправился с портретом в Янина, Али оказался не очень щедрым и консул отказался платить художнику.
Только в 1819 году и по решению суда Вентурас сумел получить свои обещанные 100 талеров.
Художник оставался холостяком на протяжении всей своей жизни и не создал собственной семьи. Умер 18 июня 1835 года на родном острове и похоронен в родовой усыпальнице в церкви «Богородица Чужестранцев» в Лефкаде.